# John Komlos
John Komlos (nascut el 28 de desembre de 1944) és un historiador econòmic estatunidenc d'ascendència hongaresa i antic titular de la càtedra d'Història Econòmica a la Universitat de Múnic durant divuit anys. En la dècada de 1980, Komlos va ser fonamental en l'aparició de la història antropomètrica, l'estudi de l'efecte del desenvolupament econòmic en els resultats biològics humans com l'estatura física.

## Carrera
Komlos va rebre un doctorat en història (1978) i un segon doctorat en economia (1990) en economia (1990) de la Universitat de Chicago, on va ser influenciat per l'historiador econòmic Robert Fogel per investigar la història de l'estatura física humana. Komlos va anomenar aquesta nova disciplina "història antropomètrica" el 1989. Va ser membre del Centre de Població de Carolina de la Universitat de Carolina del Nord a Turó de Capella Universitat de Duc, Universitat de Carolina del Nord a Turó de Capella, Universitat de Viena, i la Universitat de Viena d'Economia. Va ser professor d'economia i d'història econòmica a la Universitat de Múnic durant divuit anys abans de la seva jubilació. També és l'editor fundador de l'Economia i Biologia Humana el 2003. Komlos va ser elegit membre de la Societat Cliomètrica el 2013. Komlos també blogs per a PBS sobre els assumptes econòmics actuals i més recentment ha escrit un llibre de text sobre economia.